# Georgia Hunter Bell
Georgia Hunter Bell (nacida Georgia Bell, París, 17 de octubre de 1993) es una deportista británica que compite en atletismo, especialista en las carreras de mediofondo.
Participó en los Juegos Olímpicos de París 2024, obteniendo una medalla de bronce en la prueba de 1500 m. Ganó una medalla de bronce en el Campeonato Mundial de Atletismo en Pista Cubierta de 2025 y una medalla de plata en el Campeonato Europeo de Atletismo de 2024.
Estudió Geografía en la Universidad de Birmingham.

## Palmarés internacional
| Juegos Olímpicos                     | Juegos Olímpicos | Juegos Olímpicos  | Juegos Olímpicos |
| Año                                  | Lugar            | Medalla           | Prueba           |
| ------------------------------------ | ---------------- | ----------------- | ---------------- |
| 2024                                 | París (Francia)  | Medalla de bronce | 1500 m           |
| Campeonato Mundial en Pista Cubierta |                  |                   |                  |
| Año                                  | Lugar            | Medalla           | Prueba           |
| 2025                                 | Nankín (China)   | Medalla de bronce | 1500 m           |
| Campeonato Europeo                   |                  |                   |                  |
| Año                                  | Lugar            | Medalla           | Prueba           |
| 2024                                 | Roma (Italia)    | Medalla de plata  | 1500 m           |